# قضية إبادة هولودومور الجماعية

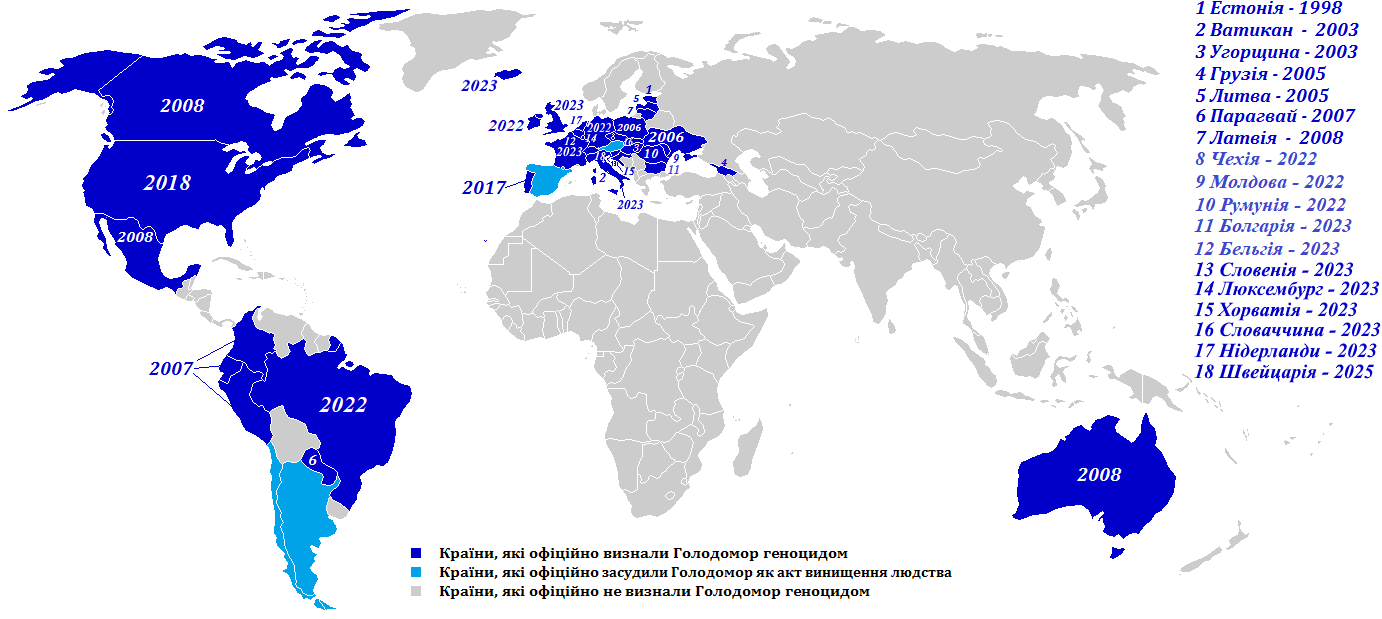

تتألف قضية إبادة هولودومور الجماعية من محاولات البت في كون المجاعة السوفييتية بين عامي 1932 و1933 بمعظمها إبادةً جماعية عرقية ضد الأوكرانيين (في الهولودومور) والكازاخيين (في «إبادة غولشكين الجماعية»)، أم نتيجة غير مقصودة عمومًا لـ«إعادة توجيه النظام السوفييتي إمداداتِ الحبوب مخفِّفة الجفاف لتحقيق أهداف اقتصادية وسياسية». فتكت المجاعة بما يقارب 5.5 إلى 6.5 مليون شخص في الاتحاد السوفييتي، منهم 1.3-1.5 مليون كازاخي، و3-4 ملايين أوكراني. يصعب تحديد العدد الدقيق للوفيات نظرًا إلى غياب السجلات.
ما يزال جدال العلماء قائمًا حول كون الهولودومور مفتعلةً (من طرف)، أم من صنع الطبيعة، أم غير مقصودة، أم غير موجهة لعرق معين (من طرف آخر)، ويُعتبر هذا الجدال قضية مهمة في السياسة الحديثة، ولا يوجد إجماع دولي على كون السياسات السوفييتية مندرجة تحت التعريف القانوني للإبادة الجماعية أم لا. قورنت الهولودومور بالمجاعة الأيرلندية بين عامي 1845 و1949، والتي كانت موضعًا لخلاف وجدال مماثلين.

## جدال علمي

### روبيرت كونكويست
صرّح المؤرخ روبيرت كونكويست بدايةً في كتابه حصاد الحزن في عام 1986 بما يلي: «يبدو بالتأكيد أن تهمة الإبادة الجماعية تُوجّه للاتحاد السوفييتي لممارساته في أوكرانيا»، ولكنه تراجع عن هذا الرأي في رسالة إلى ويتكروفت وديفيز عام 2003، وقال:
هل استقصد ستالين التسبب بمجاعة عام 1933؟ لا. ما أعتقده أنه كان بإمكانه منعها وهي على وشك الحدوث، ولكن فضّل «المصلحة السوفييتية» على إطعام الجياع، ومن ثم ساهم فيها بكامل وعيه.

### روبيرت ديفيز
استنتج أستاذ التاريخ آر. دبليو. ديفيز وشريكه المؤلف ويتكروفت أن المجاعة لم تكن مقصودة، ولكنها من صنع يد بشرية، إذ حللا بيانات أرشيفات لم تكن متوفرة مسبقًا ليوضحا أن كلًا من التحول الصناعي السريع وتعاقب حصادين سيئين (1931 و1932) كان السبب الرئيسي للمجاعة. ومع ذلك، يتفق الباحثان على أن سياسات ستالين تجاه الفلاحين كانت وحشية عديمة الشفقة، ولا تبرّئه من مسؤولية الوفيات الهائلة بسبب المجاعة. يذكر ديفيز وَويتكروفت في مقالة لهما عام 2006 بعنوان «ستالين والمجاعة السوفييتية بين عامي 1932-1933»:
إننا نعتبر سياسة التحول الصناعي السريع سببًا كامنًا للمشاكل الزراعية في بدايات ثلاثينيات القرن العشرين، ولا نعتقد أن نماذج الصين أو السياسة الاقتصادية الجديدة للتحول الصناعي كانت قابلة للتطبيق في ظل الظروف السوفييتية محليًا ودوليًا.
من جهة أخرى، انتقد إيلمان مفهوم ديفيز وويتكروفت للنية بأنه محدود جدًا:
وفقًا لهما، وحدها الأفعال التي يكمن هدفها الوحيد في التسبب بموت الفلاحين تُعتبر نيةً، أما القيام بأفعال لها أهداف أخرى (مثل تصدير الحبوب لاستيراد الآلات) ولكن فاعلها يعلم بالتأكيد أنها ستتسبب أيضًا بتجويع الفلاحين، فلا تُعتبر تجويعًا متعمدًا. ولكن، هذا التفسير للنية يتعارض مع التفسير القانوني العام.

### مايكل إيلمان
يصرّح أستاذ الاقتصاد مايكل إيلمان بأن سلوك ستالين يمثّل جريمة بحق البشرية، ولكنه ليس إبادة جماعية، فيكتب في مقالة له عام 2007 بعنوان «مراجعة لستالين والمجاعة السوفييتية بين عامي 1932-1933»:
يشكل سلوك جماعة ستالين في الفترة ما بين 1930 و1934 جريمة بحق البشرية وضوحًا (أو سلسلة من الجرائم)، كما هو محدد في الفقرتين الفرعيتين 1 (d) و(h) من المادة 7 من نظام روما الأساسي للمحكمة الجنائية الدولية، ]...[ هل كانت جماعة ستالين مذنبة بارتكاب إبادة جماعية أيضًا؟ يعتمد ذلك على تعريف «الإبادة الجماعية». ]...[ كان العنصر المادي الأول هو تصدير الحبوب في أثناء اندلاع مجاعة، وتمثّل الثاني بحظر الهجرة من أوكرانيا وشمال القوقاز، أما الثالث، فكان عدم بذل ستالين أي جهد لتوفير إمدادات من الحبوب من الخارج ]في ملاحظة في الصفحة 97 من «انتظار ستالين»، يشير ستيفن كوتل إلى أن ستالين قد استورد الحبوب من الخارج، بما يتضمن كندا، ليساعد في تدبير المجاعة. قد يتناقض هذا مع تقصّد افتعالها، ولكنه لم يرد الإعلان عن الأزمة، وهو أمر غير مستغرب، حتى لا يستغل ذلك نقاد نظامه في الداخل والخارج.[ ]...[ إذا كان المؤلف الحالي عضوًا في هيئة المحلفين في محاكمة هذه القضية، فإنه سيدعم حكم تبرئة ستالين (أو ربما الحكم الإسكتلندي بعدم إثبات التهمة)، وذلك نظرًا إلى ما يلي: بدايةً، إمكانية إعطاء العناصر المادية الثلاثة للجريمة المدعاة تفسيرات لا تفضي إلى إبادة جماعية، وثانيًا، لا يُعتبر العنصران الذهنيان دليلًا لا لبس فيه على الإبادة، علاوةً على أن الاشتباه بجماعة عرقية قد يؤدي تباعًا لإبادة، ولكنه بحد ذاته لا يُعتبر دليلًا عليها، ومن ثم يبدو أن الدليل الضروري على وجود نية محددة لإبادة جماعية غير موجود.